# Cristiano Burlan
Cristiano Burlan da Silva (Porto Alegre, 21 de agosto de 1975) é um cineasta, diretor de teatro e professor brasileiro.
Nascido no Rio Grande do Sul, mudou-se para São Paulo ainda criança. Sua infância e adolescência foram marcadas por muita pobreza e violência, dentro e fora de casa. Seu primeiro contato com o teatro aconteceu quando vendia balas na Escola de Comunicação e Artes da USP. Ao longo da adolescência, desenvolveu o gosto pela leitura e ingressou em grupos de teatro, ao mesmo tempo em que trabalhava em restaurantes.
Nos anos 1990, morou em Marselha e Barcelona, onde dirigiu o Grupo de Cinema Experimental Super-8. De volta ao Brasil, passou a se dedicar ao cinema, sobretudo após a morte do seu irmão Rafael. Em São Paulo, esteve à frente do grupo de teatro A Fúria. É também professor da disciplina de Direção, no Filmworks, o curso técnico da Academia Internacional de Cinema (AiC), onde também estudou e atualmente coordena o curso de Direção de Atores. Cristiano Burlan é também professor da Escola Superior de Artes Célia Helena e da Universidade do Estado do Amazonas.
Burlan já realizou mais de 20 filmes. Seu documentário Mataram meu irmão foi o grande vencedor do É Tudo Verdade (2013), do 40º Festival SESC de Melhores Filmes e do Prêmio do Governador do Estado de São Paulo. Em 2015 lançou Hamlet, uma adaptação livre da peça de Shakespeare. No mesmo ano, realizou Fome, filme de ficção que obteve vários prêmios, dentre os quais o de Melhor Som e o Prêmio especial do Júri, pela atuação de Jean-Claude Bernardet, no Festival de Brasília. Em 2016, lançou Em busca de Borges, uma coprodução Brasil-Suíça (C-Side Productions). No mesmo ano, lançou o longa de ficção No Vazio da Noite. O documentário Elegia de um Crime, de 2018, encerrou a sua Trilogia do Luto - sobre a morte do seu pai, do seu irmão e da sua mãe  - exibido na Mostra É Tudo Verdade, em 2022. Em 2022 também recebeu o prêmio de melhor direção pelo longa-metragem A Mãe no 50º Festival de Cinema de Gramado.

## Filmografia

### Como diretor
- A Mãe (2022), diretor e roteirista. Prêmio melhor direção 50º Festival de Cinema de Gramado 2022.
- Elegia de um crime (2018). Seleção oficial do festival É Tudo Verdade 2018 - competição nacional.
- Antes do fim (2017), como diretor, montador e produtor executivo. Seleção oficial da Mostra de Cinema de Tiradentes. Prêmio APCA.
- Em busca de Borges (2016)
- Estopô balaio (2016)
- Fome (2015), como diretor, roteirista, coprodutor (com Henrique Zanoni) e montador (com Renato Maia).
- Hamlet (2014)
- Amador (2013)
- Mataram meu irmão (2013). Prêmio do júri e da crítica no É Tudo Verdade 2013.
- Sinfonia de um homem só (2012)